# Schulwaldtunnel
Der Schulwaldtunnel ist einer von 30 Eisenbahn-Tunneln der Schnellfahrstrecke Köln–Rhein/Main. Mit einer Länge von 4500 Metern ist er der längste Tunnel der Strecke und gleichzeitig deren größtes Einzelbauwerk. Die Röhre nimmt zwei Gleise in Fester Fahrbahn auf, die planmäßig mit 300 km/h befahren werden können.

## Verlauf und Lage

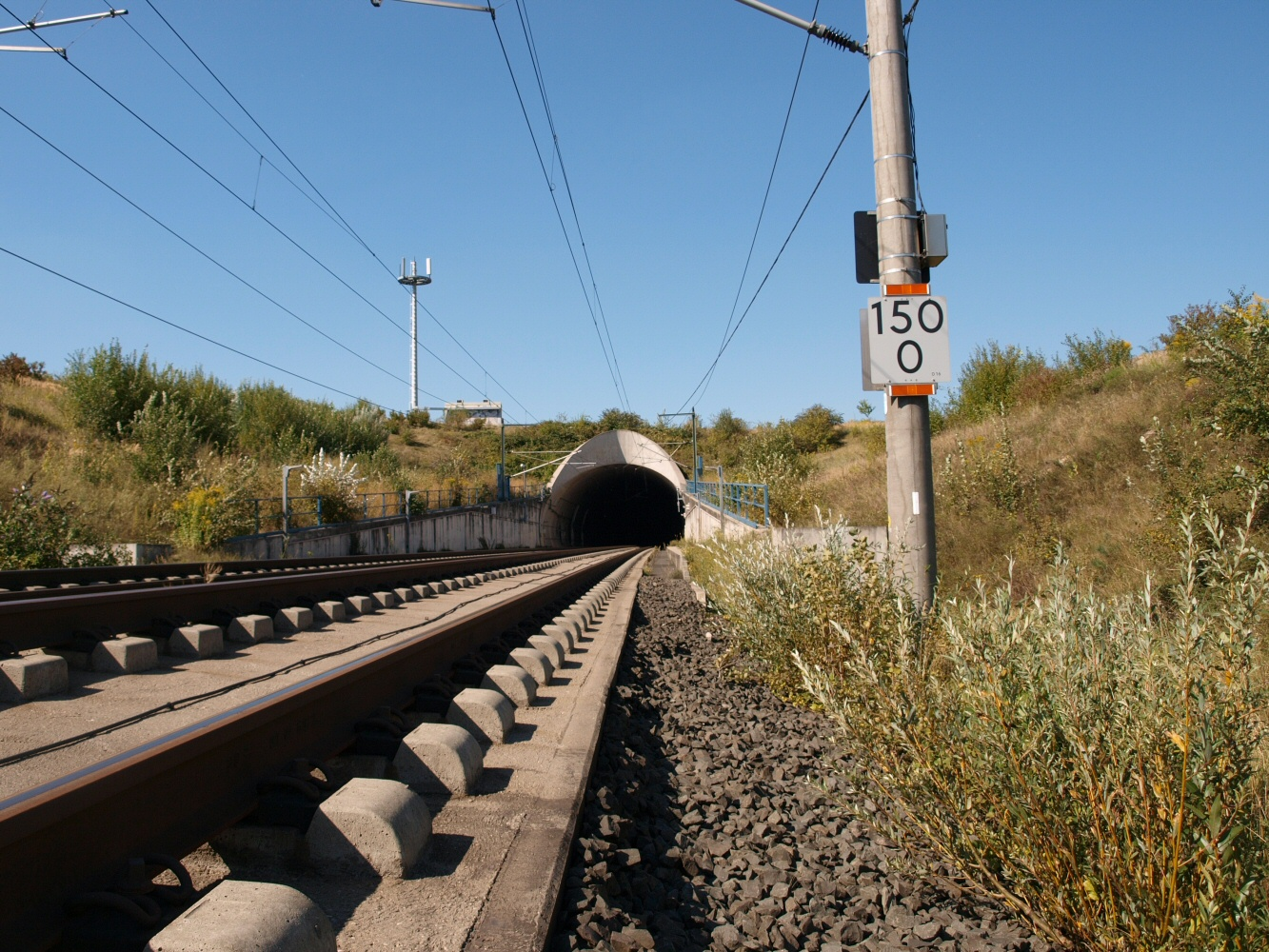
Südportal des Schulwaldtunnels südöstlich von Wiesbaden-Medenbach

Der Tunnel verläuft östlich von Medenbach, einem Ortsteil der hessischen Landeshauptstadt Wiesbaden. In Nord-Süd-Richtung steigt er stark an. Das Nordportal liegt bei Wiesbaden-Auringen (Streckenkilometer 145,4), das Südportal beim Streckenkilometer 150,0. Die Gradiente der Röhre steigt durchweg Richtung Norden hin an: Im südlichen Bereich mit 4, im mittleren mit 8,8 sowie im nördlichen mit 38,5 Promille. Insgesamt wird ein Höhenunterschied von 56 Metern überwunden.
Im Bereich des Nordportals unterfährt die Röhre die Landesstraße 3028, etwa 500 m südlich des Nordportals die Bundesautobahn 3. Im südlichen Bereich wird die Landesstraße 3018 unterfahren.
Die größte Überdeckung liegt bei 61 Metern, die Nettoquerschnittsfläche bei 92 m², die Ausbruchsquerschnittsfläche zwischen 143 und 160 m². Insgesamt fielen rund 0,7 Mio. m³ Ausbruchsmassen an.
Fünf Notausgänge führen aus der Röhre und münden in drei, bis Mai 2000 errichtete, Notausgangsschächte von Tiefen zwischen 30 und 45 Metern.
Der Tunnel liegt zwischen den Bau-Km 146,110 und 150,610 der Strecke.

### Geologie
Die Röhre liegt am südöstlichen Rand des Rheinischen Schiefergebirges, unter dem Südabhang des Taunus, in einer tektonischen Übergangszone mit heterogenen Gesteinsstrukturen von wenig festen bis sehr harten Tonschiefern, die zumeist als graphitische Phyllite vorliegen. Der Phyllit galt, mit äußerst glatten und wasserempfindlichen Trennflächen, im Vergleich zu den übrigen Schiefergesteinen der Strecke, als wesentlich schwieriger beherrschbar. Der Großteil der Tunneltrasse durchfährt verwittertes Gestein.

## Geschichte

### Planung
Der Tunnel war in der ursprünglichen Planung nicht vorgesehen und geht auf örtliche Forderungen zurück. Darüber hinaus wurde die Trasse des Tunnels auf die andere, von Medenbach abgelegene, Autobahnseite verlegt. In der in das im Februar 1992 eröffnete Raumordnungsverfahren eingebrachten Trasse war zunächst, von Norden kommend, eine bis etwa Streckenkilometer 149 (am östlichen Ortsrand von Medenbach) oberirdische Trasse mit enger Bündelung östlich der Autobahn vorgesehen gewesen. Bei Medenbach sollte die Strecke in einem Tunnel in südlicher Richtung wieder auf die Westseite der Autobahn geführt werden. Vor dessen Südportal (Streckenkilometer 150,8) sollte die Ausfädelung nach Wiesbaden angelegt werden.
Der heutige Verlauf des Tunnels, mit Unterquerung der A 3, geht maßgeblich auf die im Mai 1995 gefallene Entscheidung zurück, die Strecke zur Anbindung Wiesbadens in der Variante Wandersmann zu realisieren. Dadurch wurde die Trasse ab Auringen Richtung Süden auf die Ostseite der Bundesautobahn 3 gelegt, entgegen dem ursprünglich auf der Westseite geplanten Verlauf. Ende 1995 lag die geplante Länge des Bauwerks bei 4500 m.
Der nördliche Teil des Tunnels, bis zum Kreuzungspunkt mit der A 3, lag im Planfeststellungsabschnitt 33.1 (Naurod – Bremthal) der Neubaustrecke.
Mit dem Bau wurde die österreichisch-deutsche Arbeitsgemeinschaft ATAC beauftragt. Zu ihr gehörten die Unternehmen Alpine, Ilbau, Beton- und Monierbau, G. Hinteregger und ÖSTU Tunnelbau GmbH.

### Bau
Im September 1997 wurde mit dem Vortrieb begonnen. Der offizielle Baubeginn fand am 8. Oktober 1997 statt. Die Fertigstellung war für das Jahr 2000 geplant. Als Tunnelpatin fungierte die Bundestagsabgeordnete Hannelore Rönsch, der Tunnel hieß während der Bauphase entsprechend Hannelore-Tunnel.
Bis Mitte 1999 waren 3,7 km der Kalotte und rund 1.900 m der Strosse vorgetrieben.
Der Durchschlag im Norden fand im Juli, im Süden am 17. Dezember 1999 statt.
Der Tunnel wurde aufgrund geologischer Probleme mehrere Monate später durchgeschlagen als zunächst geplant. Die späte Fertigstellung des Tunnels gilt als ein Grund für die verspätete Fertigstellung des Neubaustrecken-Projekts. Die Baukosten lagen bei rund 194 Mio. Euro bzw. rund 43.000 Euro pro Meter.
Der Tunnel wurde auf einer Länge von 4320 m in bergmännischer Bauweise erstellt. Der Vortrieb begann Ende 1997 von Norden unter einem auf Großbohrpfählen aufliegenden, 80 m langen Deckel. Für diesen Vortrieb wurde die Landesstraße 3028 verlegt. Im Bereich des Südportals wurde eine offene Baugrube angelegt. Von dort wurden 100 m in offener Bauweise erstellt und anschließend ebenfalls ein bergmännischer Vortrieb gefahren. Um den Zeitplan zu halten wurde der Tunnel ab Anfang 1998 zusätzlich von einem Zwischenangriff im Bereich der Pfingstwiese, etwa von der Mitte des zukünftigen Tunnels (Baukilometer 148,250), in beide Richtungen bergmännisch vorgetrieben. Die über die Anschlussstelle Wiesbaden/Niedernhausen an der Pfingstwiese liegende Baustelle dient heute als Notausstieg 3; die Versorgungsrampe der ehemaligen Baustelle wird dabei als Zugang zum Notausstieg genutzt. Der Zwischenangriff war aufgrund der verhältnismäßig kurzen Bauzeit von rund zwei Jahren bereits seit mindestens 1997 vorgesehen gewesen. Er war aufgrund der in diesem Bereich herrschenden Überdeckung von nur 18 m verhältnismäßig einfach zu realisieren. Es ist die geringste Überdeckung im Bereich der Tunneltrasse. Die nördlichen rund 80 Tunnelmeter wurden aufgrund geringer Überdeckung mit einer Deckelbauweise errichtet.
Aufgrund der sehr heterogenen geologischen Verhältnisse und des bis zu 60 Meter über der Tunnelsohle stehenden Grundwassers wurde ein modifiziertes Firststollenverfahren angewendet. Dabei wurde in einem ersten Schritt ein Stollen mit einem Ausbruchsquerschnitt von rund 30 m² erstellt, stellenweise mit weiterer Unterteilung, Vorerkundung oder Entwässerung. Dieser erste Stollen konnte von Tunnelgroßgeräten befahren werden. Angesichts der sehr ungünstigen Gebirgsverhältnisse wurde die Spritzbetondecke und die Bewehrung der Außenschale verstärkt und weitere Maßnahmen ergriffen.
Um die Phyllitschichten zu beherrschen, wurden bis zu 30 m lange Drainagebohrungen von der Ortsbrust aus zur Grundwasserabsenkung gebohrt. Nachdem diese Maßnahmen nicht zum Erfolg führten, wurde während der Bauphase eine geschlossene Wasserhaltung aus insgesamt 94 Bohrbrunnen von bis zu 80 Metern Tiefe errichtet und betrieben. Neben weiteren Maßnahmen wurde das gesamte Tunnelgewölbe mit 40 bis 80 mm starken Folienabdichtungen versehen und die Innenschale in WU-Beton ausgeführt.
Der Tunnelaushub von 680.000 m³ wurde u. a. für Seitenablagerungen entlang der Autobahn aufgewendet, um die Schallbelastung der Gemeinden Auringen und Medenbach zu mindern.
Im November 2000 lief die Betonierung der Innenschale. Sie wurde in Wandstärken zwischen 40 und 70 cm in Längen von 12,5 m mittels eines Schalwagens betoniert.

### Betrieb

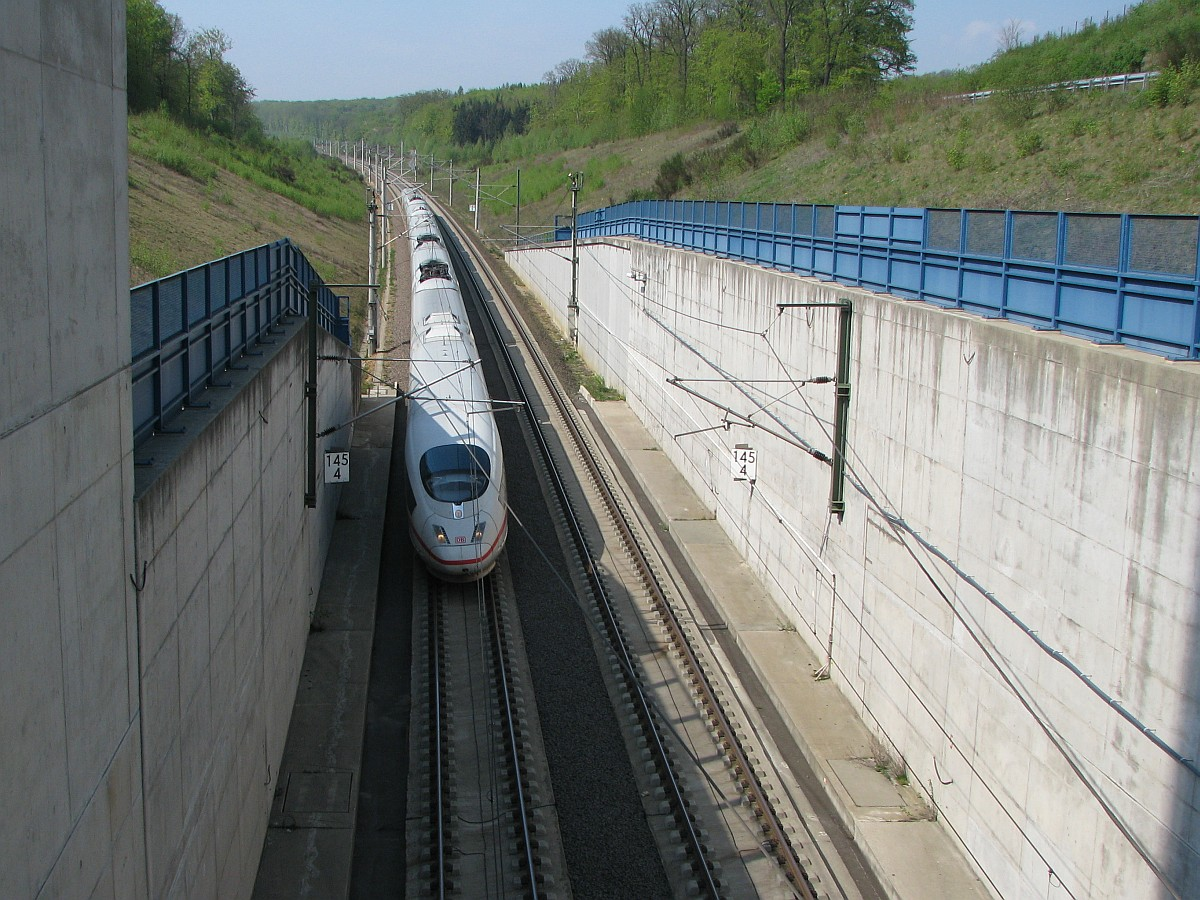
Einfahrt eines ICE in den Schulwaldtunnel am Nordportal

Im Schulwaldtunnel fand in der Nacht vom 6. auf 7. Oktober 2006 eine der Rettungsübungen statt, die alle drei Jahre an der Neubaustrecke durchgeführt werden müssen.
Die Versorgung des Tunnels mit GSM-R erfolgt über Basisstationen an den beiden Tunnelportalen, welche über Antennen die Versorgung im Tunnel sicherstellen. Auf diesem Weg erfolgt auch die für Railnet notwendige Versorgung mit Flash-OFDM.
Die Versorgung mit öffentlichem Mobilfunk erfolgt über Basisstationen der Netzbetreiber am Nordportal. Hier befindet sich auch ein Repeatersystem das verschieden lange Leckkabelsegmente im Tunnel speist und auf diesem Weg die Versorgung im Tunnel gewährleistet.